# 17 يونيو
- السبت
- الأحد
- الاثنين
- الثلاثاء
- الأربعاء
- الخميس
- الجمعة

- 314 ذو الحجة 1446  هـ
- 15 ذو الحجة 1446  هـ
- 26 ذو الحجة 1446  هـ
- 37 ذو الحجة 1446  هـ
- 48 ذو الحجة 1446  هـ
- 59 ذو الحجة 1446  هـ
- 610 ذو الحجة 1446  هـ
- 711 ذو الحجة 1446  هـ
- 812 ذو الحجة 1446  هـ
- 913 ذو الحجة 1446  هـ
- 1014 ذو الحجة 1446  هـ
- 1115 ذو الحجة 1446  هـ
- 1216 ذو الحجة 1446  هـ
- 1317 ذو الحجة 1446  هـ
- 1418 ذو الحجة 1446  هـ
- 1519 ذو الحجة 1446  هـ
- 1620 ذو الحجة 1446  هـ
- 1721 ذو الحجة 1446  هـ
- 1822 ذو الحجة 1446  هـ
- 1923 ذو الحجة 1446  هـ
- 2024 ذو الحجة 1446  هـ
- 2125 ذو الحجة 1446  هـ
- 2226 ذو الحجة 1446  هـ
- 2327 ذو الحجة 1446  هـ
- 2428 ذو الحجة 1446  هـ
- 2529 ذو الحجة 1446  هـ
- 261 محرم 1447  هـ
- 272 محرم 1447  هـ
- 283 محرم 1447  هـ
- 294 محرم 1447  هـ
- 305 محرم 1447  هـ
- 16 محرم 1447  هـ
- 27 محرم 1447  هـ
- 38 محرم 1447  هـ
- 49 محرم 1447  هـ

17 يونيو أو 17 حُزيران أو 17 يونيه أو يوم 17 \ 6 (اليوم السابع عشر من الشهر السادس) هو اليوم الثامن والستون بعد المئة (168) من السنوات البسيطة، أو اليوم التاسع والستون بعد المئة (169) من السنوات الكبيسة وفقًا للتقويم الميلادي الغربي (الغريغوري). يبقى بعده 197 يوما لانتهاء السنة.

## أحداث
- 656 - اغتيال الخليفة عثمان بن عفان ثالث الخلفاء الراشدين في بيته.
- 1579 - البحار البريطاني فرنسيس دريك يرسو في ميناء شمال مدينة سان فرانسيسكو بولاية كاليفورنيا وذلك أثناء دورانه على الأرض، وأعلن ضم كاليفورنيا إلى أراضي الملكة إليزابيث الأولى.
- 1795 - القنصل الفرنسي في القاهرة يقترح على بلاده احتلال مصر عسكريًا للمحافظة على المصالح الفرنسية.
- 1800 - الفرنسيون يعدمون سليمان الحلبي لقيامه باغتيال قائدهم الجنرال كليبر.
- 1930 - سلطات الانتداب البريطاني على فلسطين تنفذ حكم الإعدام بسجن مدينة عكا المعروف باسم (القلعة)، في ثلاثة من ثوار ثورة البراق هم: فؤاد حسن حجازي، محمد خليل جمجوم وعطا أحمد الزير.
- 1940 -
  - المملكة المتحدة وقوات الحلفاء يضطرون للانسحاب من فرنسا بعد أن استولت قوات ألمانيا النازية على ثلثيها وشكلت حكومة موالية لها في مدينة فيشي برئاسة المارشال فيليب بيتان.
  - دول البلطيق الثلاث إستونيا ولاتفيا وليتوانيا يسقطون تحت الاحتلال السوفيتي.
- 1944 - استقلال آيسلندا عن الدنمارك.
- 1953 - اندلاع ثورة عمالية في ألمانيا الشرقية.
- 1967 - الصين تقوم بتجربتها النووية الأولى وتفجر قنبلة هيدروجينية.
- 1972 - إلقاء القبض على 5 موظفين في البيت الأبيض لتورطهم في فضيحة ووترغيت.
- 1985 - انطلاق بث قناة ديسكفري الأمريكية.
- 1986 - وقوع أربعة انفجارات في الكويت بعدد من المنشآت النفطية بمنطقة الأحمدي، سببت حرائق كبيرة في ميناء الأحمدي وحقول المقوع دون وقوع إصابات، وقد تبنت «منظمة الثوريون العرب» مسؤولية هذه الانفجارات.
- 1994 -
  - انطلاق بطولة كأس العالم لكرة القدم والمقامة في الولايات المتحدة.
  - إلقاء القبض على لاعب كرة القدم الأمريكية والممثل أو جاي سيمبسون لتورطه في مقتل زوجته وصديقها.
- 2015 -
  - مقتل 9 أشخاص من ضمنهم عضو مجلس الولاية كلمنتا بنكني في حادث إطلاق نار في تشارلستون في ولاية كارولاينا الجنوبية.
  - ويكيبيديا تفوز بجائزة أميرة أستورياس عن فئة التعاون الدولي.
  - تفجيرات انتحارية تستهدف مراكز ومساجد للحوثيين في صنعاء.
- 2019 - سقوط الرئيس المصري السابق محمد مرسي مغمىً عليه في نهاية جلسة محاكمته لتعلن وفاته في نفس اليوم.
- 2020 - محكمة فرنسية تصدر حكماً بالسجن 4 سنوات على رفعت الأسد (مع وقف التنفيذ) ومصادرة ممتلكاته في فرنسا وأحد أصوله العقارية في لندن، وذلك بتهم تبييض الأموال.
- 2021 - انطلاق مهمة الفضاء شنتشو 12 إلى محطة الفضاء المعيارية الكبيرة الصينية. وهي الرحلة المأهولة السابعة للصين.

## مواليد
- 1239 - الملك إدوارد الأول، ملك إنجلترا.
- 1882 - إيجور سترافينسكي، موسيقي روسي.
- 1888 - هاينز جوديريان، عسكري ألماني.
- 1898 - إيشر، رسام هولندي.
- 1917 - يوسف السباعي، أديب ووزير مصري.
- 1920 - فرنسوا جاكوب، طبيب فرنسي حاصل على جائزة نوبل في الطب عام 1965.
- 1930 - عائشة بنت محمد الخامس، أميرة علوية من الأسرة المالكة في المغرب.
- 1931 - كوثر رمزي، ممثلة مصرية.
- 1940 - جورج أكرلوف، اقتصادي أمريكي حاصل على جائزة نوبل في العلوم الاقتصادية عام 2001.
- 1942 - محمد البرادعي، دبلوماسي وسياسي مصري ورئيس الوكالة الدولية للطاقة الذرية الأسبق حاصل على جائزة نوبل للسلام عام 2005.
- 1943 - باري مانيلو، مغني أمريكي.
- 1953 - فؤاد بخش، ممثل سعودي.
- 1959 - كازكي ياو، ممثل أداء صوتي ياباني.
- 1960 - توماس هادن تشورتش، ممثل أمريكي.
- 1961 - كويتشي يامادرا، ممثل أداء صوتي ياباني.
- 1963 - غريغ كينير، ممثل أمريكي.
- 1969 - إليا تسيمبالار، لاعب ومدرب كرة قدم روسي.
- 1971 - باولينا روبيو، مغنية مكسيكية.
- 1973 - لويس ليترير، مخرج فرنسي.
- 1980 - فينوس ويليامز، لاعبة كرة مضرب أمريكية.
- 1981 - أمريتا راو، ممثلة هندية.
- 1980 - سيلا، مغنية وملحنة تركية.
- 1985 - ماركوس باجداتيس، لاعب كرة مضرب قبرصي.
- 1985 - مهلقا جابري، عارضة أزياء إيرانية أمريكية.

## وفيات
- 656 - الخليفة عثمان بن عفان، ثالث الخلفاء الراشدين.
- 1631 - ممتاز محل، صاحبة الضريح الشهير تاج محل.
- 1696 - يوحنا الثالث سوبياسكي، ملك بولندا.
- 1800 - سليمان الحلبي، مجاهد سوري قام باغتيال الجنرال كليبر.
- 1915 - أبو القاسم الأوردبادي، فقيه جعفري وشاعر إيراني أذربيجاني.
- 1940 - آرثر هاردن، عالم كيمياء حيوية بريطاني حاصل على جائزة نوبل في الكيمياء عام 1929.
- 1968 - خوسيه ناسازي، لاعب كرة قدم أوروغواياني.
- 1971 - باروير سيفاك، شاعر ومترجم وناقد أدبي أرمني.
- 1981 - ريتشارد أوكونور، عسكري بريطاني.
- 1989 - محسن بن سلطان الفضلي، فقيه جعفري وكاتب سعودي.
- 1990 -
  - أحمد العدواني، شاعر كويتي.
  - إستر كلارك رايت، مؤرخة كندية.
- 1998 - محمد متولي الشعراوي، رجل دين مصري.
- 2001 - دونالد كرام، عالم كيمياء أمريكي حاصل على جائزة نوبل في الكيمياء عام 1987.
- 2002 - فريتز فالتر، لاعب كرة قدم ألماني.
- 2006 - علي السميري، ممثل كويتي.
- 2010 - عبد العزيز الحماد، ممثل وفنان تشكيلي سعودي.
- 2012 - رودني كينغ، مواطن أمريكي كان ضحية لوحشية من قبل شرطة لوس أنجلوس.
- 2015 - سليمان ديمريل الرئيس التركي الأسبق .
- 2017 - جاك صبري شماس، شاعر سوري.
- 2019 - محمد مرسي، الرئيس الخامس لجمهورية مصر العربية.
- 2021 -
  - كينيث كاوندا، أول رئيس لزامبيا.
  - لميعة عباس عمارة، شاعرة عراقية.

## أعياد ومناسبات
- اليوم العالمي لمكافحة التصحر والجفاف.
- اليوم الوطني في آيسلندا.

## وصلات خارجية
- وكالة الأنباء القطريَّة: حدث في مثل هذا اليوم.
- النيويورك تايمز: حدث في مثل هذا اليوم.
- BBC: حدث في مثل هذا اليوم.